# Премія Вольфа з хімії
Пре́мія Во́льфа з хі́мії (англ. Wolf Prize in Chemistry) — одна з шести премій Вольфа, яку щорічно вручає Фундація Вольфа з 1978 року.
Премію Вольфа з хімії вважають однією з найпрестижніших міжнародних нагород у галузі хімії, вона поступається лише Нобелівській премії з хімії. Станом на 2022 рік — дванадцять її лауреатів були нагороджені Нобелівською премією з хімії.
| Рік     | Лауреат                                       | Країна                    | Формулювання |
| ------- | --------------------------------------------- | ------------------------- | --- |
| 1978    | Карл Джерассі                                 | США                       | За його роботи з біоорганічної хімії, застосування нової спектроскопічної техніки та підтримку міжнародної кооперації Оригінальний текст (англ.) [For his work in bioorganic chemistry, application of new spectroscopic techniques, and his support of international cooperation] Помилка: {{Lang}}: не вказано код мови (допомога) |
| 1979    | Герман Френсіс Марк                           | Австрія / США             | За його внесок у дослідження структури та поведінки природних та синтетичних полімерів Оригінальний текст (англ.) For his contributions to understanding the structure and behavior of natural and synthetic polymers |
| 1980    | Генрі Ейрінг                                  | Мексика / США             | За розробку теорії абсолютної швидкості та її творче застосування до хімічних і фізичних процесів Оригінальний текст (англ.) For his development of absolute rate theory and its imaginative applications to chemical and physical processes |
| 1981    | Джозеф Чатт                                   | Велика Британія           | За новаторський і фундаментальний внесок у синтетичну хімію перехідних металів, зокрема гідридів і динітрогенних комплексів перехідних металів Оригінальний текст (англ.) For pioneering and fundamental contributions to synthetic transition metal chemistry, particularly transition metal hydrides and dinitrogen complexes |
| 1982    | Джон Чарлз Полані                             | Канада                    | За його внесок у дослідження хімічних реакцій, розробку інфрачервоної хемолюмінесценції для вивчення динаміки хімічних процесів та створення хімічних лазерів Оригінальний текст (англ.) For his studies of chemical reactions in unprecedented detail by developing the infrared chemiluminescence technique, and for envisaging the chemical laser |
| 1982    | Джордж Пайментел                              | США                       | За розвиток матричної ізолюючої спектроскопії та за винайдення фотодисоціаційних та хімічних лазерів Оригінальний текст (англ.) For development of matrix isolation spectroscopy and for the discovery of photodissociation lasers and chemical lasers |
| 1983/84 | Герберт Гутовскі                              | США                       | За його інноваційний внесок у розвиток та застосування спектроскопії ядерного магнітного резонансу в хімії Оригінальний текст (англ.) For his pioneering work in the development and applications of nuclear magnetic resonance spectroscopy in chemistry |
| 1983/84 | Гарден Макконнел                              | США                       | За його внесок у дослідження електронних структур молекул за допомогою спектроскопії парамагнітного резонансу а також за впровадження та біологічне застосування методів спінової мітки Оригінальний текст (англ.) [For his studies of the electronic structure of molecules through paramagnetic resonance spectroscopy and for the introduction and biological applications of spin label techniques] Помилка: {{Lang}}: не вказано код мови (допомога) |
| 1983/84 | Джон Вог                                      | США                       | За його фундаментальний теоретичний та експериментальний внесок у розвиток ядерної магнітно-резонансної спектроскопії Оригінальний текст (англ.) For his fundamental theoretical and experimental contributions to high resolution nuclear magnetic resonance spectroscopy in solids |
| 1984/85 | Рудольф Маркус                                | Канада / США              | За його внесок у хімічну кінетику, особливо в теорії мономолекулярних реакцій та реакцій перенесення електронів Оригінальний текст (англ.) For his contributions to chemical kinetics, especially the theories of unimolecular reactions and electron transfer reactions |
| 1986    | Елайс Джеймс Корі                             | США                       | За видатне дослідження синтезу багатьох дуже складних природних продуктів і демонстрацію нових способів мислення щодо такого синтезу Оригінальний текст (англ.) For outstanding research on the synthesis of many highly complex natural products and the demonstration of novel ways of thinking about such syntheses |
| 1986    | Альберт Ешенмозер                             | Швейцарія                 | За його внесок у дослідження синтезу, стереохімії та механізму реакцій утворення природних речовин, особливо вітаміну B12 Оригінальний текст (англ.) [For outstanding research on the synthesis, stereochemistry and reaction mechanisms for formation of natural products, especially Vitamin-B12] Помилка: {{Lang}}: не вказано код мови (допомога) |
| 1987    | Девід Чілтон Філліпс Девід Блоу               | Велика Британія           | За їх внесок у рентгенівську кристалографію протеїнів і дослідження структур ензимів та механізмів їх дії Оригінальний текст (англ.) [For their contributions to protein X-ray crystallography and to the elucidation of structures of enzymes and their mechanisms of action] Помилка: {{Lang}}: не вказано код мови (допомога) |
| 1988    | Джошуа Йортнер Рафаель Левін                  | Ізраїль                   | За їх глибокі теоретичні дослідження, що з'ясовують отримання та утилізацію енергії в молекулярних системах і механізми динамічної вибірковості та специфічності Оригінальний текст (англ.) [For their incisive theoretical studies elucidating energy acquisition and disposal in molecular systems and mechanisms for dynamical selectivity and specificity] Помилка: {{Lang}}: не вказано код мови (допомога) |
| 1989    | Дуіліо Арігоні Алан Раштон Баттерсбі          | Швейцарія Велика Британія | За фундаментальний внесок у з'ясування механізму ферментативних реакцій і біосинтезу природних продуктів, зокрема пігментів життя Оригінальний текст (англ.) [For their fundamental contributions to the elucidation of the mechanism of enzymic reactions and of the biosynthesis of natural products, in particular the pigments of life] Помилка: {{Lang}}: не вказано код мови (допомога) |
| 1990    | Премію не присуджували                        | Премію не присуджували    | Премію не присуджували |
| 1991    | Ріхард Ернст                                  | Швейцарія                 | За його революційний внесок у спектроскопію ядерного магнітного резонансу (ЯМР-спектроскопію), особливо, що стосується перетворення Фур'є та двовимірного ЯМР Оригінальний текст (англ.) For his revolutionary contributions to NMR spectroscopy, especially Fourier-transform and two-dimensional NMR |
| 1991    | Александер Пайнс                              | Родезія / США             | За його революційний внесок у ЯМР-спектроскопію, особливо багатоквантовий і високоспіновий ЯМР Оригінальний текст (англ.) For his revolutionary contributions to NMR spectroscopy, especially multiple-quantum and high-spin NMR |
| 1992    | Джон Попл                                     | Велика Британія           | За видатний внесок у теоретичну хімію, зокрема в розробку ефективних і широко використовуваних сучасних квантово-хімічних методів Оригінальний текст (англ.) For his outstanding contributions to theoretical chemistry, particularly in developing effective and widely used modern quantum-chemical methods |
| 1993    | Ахмед Хассан Зевейл                           | Єгипет / США              | За його інноваційний внесок у розвиток лазерної фемтохімії та можливість дослідження хімічних реакцій у реальному часі Оригінальний текст (англ.) For pioneering the development of laser femtochemistry. Using lasers and molecular beams, femtochemistry has made it now possible to probe the evolution of chemical reactions as they actually happen in real time |
| 1994/95 | Річард Лернер Пітер Шульц                     | США                       | За розробку каталітичних антитіл, які дозволили каталізувати хімічні реакції, що вважались неможливими до активації за допомогою класичних хімічних процедур Оригінальний текст (англ.) For developing catalytic antibodies, thus permitting the catalysis of chemical reactions considered impossible to achieve by classical chemical procedures |
| 1995/96 | Гілберт Сторк Семюел Данішефскі               | США                       | За їх внесок у дослідження нових хімічних реакцій, які відкрили нові шляхи синтезу комплексних молекул, особливо полісахаридів та багатьох інших важливих для біології та медицини речовин Оригінальний текст (англ.) For designing and developing novel chemical reactions which have opened new avenues to the synthesis of complex molecules, particularly polysaccharides and many other biologically and medicinally important compounds |
| 1996/97 | Премію не присуджували                        | Премію не присуджували    | Премію не присуджували |
| 1998    | Ґергард Ертль Габор Соморджай                 | Німеччина Угорщина        | За їхній видатний внесок у галузь науки про поверхню в цілому та за з'ясування фундаментальних механізмів гетерогенних каталітичних реакцій на поверхнях монокристалів зокрема Оригінальний текст (англ.) For their outstanding contributions to the field of the surface science in general, and for their elucidation of fundamental mechanisms of heterogeneous catalytic reactions at single crystal surfaces in particular |
| 1999    | Раймон Лем'є                                  | Канада                    | За його фундаментальний внесок у дослідження олігосахаридів та їх ролі у молекулярному розпізнаванні в біологічних системах Оригінальний текст (англ.) For his fundamental and seminal contributions to the study and synthesis of oligosaccharides and to the elucidation of their role in molecular recognition in biological systems |
| 2000    | Франк Альберт Коттон                          | США                       | За відкриття абсолютно нової фази хімії перехідних металів, заснованої на парах і кластерах атомів металів, безпосередньо пов'язаних одинарними або множинними зв'язками Оригінальний текст (англ.) [For opening up an entirely new phase of transition metal chemistry based on pairs and clusters of metal atoms directly linked by single or multiple bonds] Помилка: {{Lang}}: не вказано код мови (допомога) |
| 2001    | Анрі Каган Нойорі Рьодзі Баррі Шарплесс       | Франція Японія США        | За їхній інноваційний внесок у дослідження асиметричного каталізу для синтезу хіральних молекул, істотно збільшуючи здатність людства створювати нові продукти фундаментального та практичного значення Оригінальний текст (англ.) For their pioneering, creative and crucial work in developing asymmetric catalysis for the synthesis of chiral molecules, greatly increasing mankind's ability to create new products of fundamental and practical importance |
| 2002/03 | Премію не присуджували                        | Премію не присуджували    | Премію не присуджували |
| 2004    | Гаррі Баркус Грей                             | США                       | За новаторську роботу в біонеорганічній хімії, розгадку нових принципів структури та далекого перенесення електронів у білках Оригінальний текст (англ.) For pioneering work in bio-inorganic chemistry, unravelling novel principles of structure and long-range electron transfer in proteins |
| 2005    | Річард Зейр                                   | США                       | За його геніальне застосування лазерних методів, для ідентифікації складних механізмів у молекулах та їх використання в аналітичній хімії Оригінальний текст (англ.) [For his ingenious applications of laser techniques, for identifying complex mechanisms in molecules, and their use in analytical chemistry] Помилка: {{Lang}}: не вказано код мови (допомога) |
| 2006/07 | Ада Йонат Джордж Фехер                        | Ізраїль США               | За геніальні структурні відкриття рибосомального механізму утворення пептидних зв'язків і первинних процесів фотосинтезу, керованих світлом Оригінальний текст (англ.) For ingenious structural discoveries of the ribosomal machinery of peptide-bond formation and the light-driven primary processes in photosynthesis |
| 2008    | Вільям Мернер Аллен Бард                      | США                       | За геніальне створення нової галузі науки, спектроскопії одиничних молекул та електрохімії, з впливом у наноскопічному режимі, від молекулярної та клітинної області до складних матеріальних систем Оригінальний текст (англ.) [For the ingenious creation of a new field of science, single molecule spectroscopy and electrochemistry, with impact at the nanoscopic regime, from the molecular and cellular domain to complex material systems] Помилка: {{Lang}}: не вказано код мови (допомога) |
| 2009    | Премію не присуджували                        | Премію не присуджували    | Премію не присуджували |
| 2010    | Премію не присуджували                        | Премію не присуджували    | Премію не присуджували |
| 2011    | Стюарт Райс Чінг Ван Тан Кшиштоф Матяшевський | США; США Польща / США     | За інноваційний внесок у хімічні науки в галузі синтезу, властивостей та розуміння органічних матеріалів Оригінальний текст (англ.) [For the deep creative contributions to the chemical sciences in the field of synthesis, properties and an understanding of organic materials] Помилка: {{Lang}}: не вказано код мови (допомога) |
| 2012    | Павлос Алівізатос                             | США                       | За розробку колоїдних неорганічних нанокристалів як будівельного блоку нанонауки та за фундаментальний внесок у керування синтезом цих частинок, у вимірювання та розуміння їхніх фізичних властивостей Оригінальний текст (англ.) For his development of the colloidal inorganic nanocrystal as a building block of nanoscience and for making fundamental contributions to controlling the synthesis of these particles, to measuring and understanding their physical properties |
| 2012    | Чарлз Лібер                                   | США                       | За внесок у нанохімію і, зокрема за синтез монокристалічних напівпровідникових нанопроводів, вивчення характеристик основних фізичних властивостей нанопроводів, та їх застосування в електроніці, фотоніці і наномедицині Оригінальний текст (англ.) For his seminal contributions to nanochemistry and particularly the synthesis of single-crystalline semiconductor nanowires, characterization of the fundamental physical properties of nanowires, and their application to electronics, photonics and nanomedicine |
| 2013    | Роберт Ленджер                                | США                       | За розробку і реалізацію досягнень в хімії полімерів, які привели до створення керованих систем уведення ліків і нових біоматеріалів Оригінальний текст (англ.) [For his seminal contributions to nanochemistry and particularly the synthesis of single-crystalline semiconductor nanowires, characterization of the fundamental physical properties of nanowires, and their application to electronics, photonics and nanomedicine] Помилка: {{Lang}}: не вказано код мови (допомога) |
| 2014    | Вен Чі-Хуей                                   | Тайвань / США             | За суттєвий та оригінальний внесок у розвиток інноваційних методів програмованого та прикладного синтезу складних олігосахаридів та глікопротеїнів Оригінальний текст (англ.) For his numerous and original contributions to the development of innovative methods for the programmable and applied synthesis of complex oligosaccharides and glycol-proteins |
| 2015    | Премію не присуджували                        | Премію не присуджували    | Премію не присуджували |
| 2016    | Кір'якос Ніколау                              | США                       | За просування галузі хімічного синтезу до меж молекулярної складності, зв'язування структури і функції та розширення нашого панування на стику хімії, біології та медицини Оригінальний текст (англ.) [For advancing the field of chemical synthesis to the extremes of molecular complexity, linking structure and function and expanding our dominion over the interface of chemistry, biology and medicine] Помилка: {{Lang}}: не вказано код мови (допомога) |
| 2016    | Стюарт Шрайбер                                | США                       | За новаторське хімічне розуміння логіки передачі сигналу та регуляції генів, що призвело до нових важливих терапевтичних засобів, а також за розвиток хімічної біології та медицини завдяки відкриттю мало молекулярних зондів Оригінальний текст (англ.) For pioneering chemical insights into the logic of signal transduction and gene regulation that led to important, new therapeutics, and for advancing chemical biology and medicine through the discovery of small-molecule probes |
| 2017    | Роберт Бергман                                | США                       | За виявлення активації C-H-зв'язків вуглеводнів за допомогою розчинних комплексів перехідних металів Оригінальний текст (англ.) For his discovery of the activation responses of carbon-hydrogen bonds in hydrocarbons by soluble organometallic complexes |
| 2018    | Омар Ягхі                                     | США                       | За новаторство у ретикулярній хімії з використанням металоорганічних та ковалентних органічних каркасів Оригінальний текст (англ.) For pioneering reticular chemistry via metal-organic frameworks and covalent organic framework |
| 2018    | Макото Фудзіта                                | Японія                    | За розробку метал-орієнтованих принципів складання, що приводить до утворення високопористих комплексів Оригінальний текст (англ.) [For conceiving metal-directed assembly principles leading to large highly porous complexes] Помилка: {{Lang}}: не вказано код мови (допомога) |
| 2019    | Джон Гартвіг                                  | США                       | За розробку ефективних каталізаторів на основі перехідних металів, які зробили революцію у виробництві ліків і привели до прориву у проєктуванні молекул та синтетичних матеріалів Оригінальний текст (англ.) For the development of efficient transition-metal catalysts that have revolutionized drug manufacturing, leading to breakthrough in molecule and synthetics design. |
| 2019    | Стівен Бухвальд                               | США                       | За розробку ефективних каталізаторів на основі перехідних металів, які зробили революцію у виробництві ліків і привели до прориву у проєктуванні молекул та синтетичних матеріалів Оригінальний текст (англ.) For the development of efficient transition-metal catalysts that have revolutionized drug manufacturing, leading to breakthrough in molecule and synthetics design. |
| 2020    | Премію не присуджували                        | Премію не присуджували    | Премію не присуджували |
| 2021    | Меїр Лахав                                    | Ізраїль                   | За спільне встановлення фундаментальних взаємовпливів тривимірної молекулярної структури на структури органічних кристалів Оригінальний текст (англ.) For collaboratively established the fundamental reciprocal influences of three-dimensional molecular structure upon structures of organic crystals |
| 2021    | Леслі Лейзеровіц                              | Ізраїль                   | За спільне встановлення фундаментальних взаємовпливів тривимірної молекулярної структури на структури органічних кристалів Оригінальний текст (англ.) For collaboratively established the fundamental reciprocal influences of three-dimensional molecular structure upon structures of organic crystals |
| 2022    | Бенджамін Краватт                             | США                       | За розробку на основі активності профілю білків хімічної протеомної стратегії, що дозволяє схарактеризувати функцію ферментів у нативних біологічних системах та описати численні ферменти, які відіграють вирішальну роль у біології та захворюваннях людини, включаючи ендоканабіноїдні гідролази, ліпідні продукти яких регулюють зв'язок між клітинами Оригінальний текст (англ.) For developing activity-based protein profiling, a chemical proteomic strategy, to characterize enzyme function in native biological systems, and describe numerous enzymes which play critical roles in human biology and disease, including the endocannabinoid hydrolases whose lipid products regulate communication between cells |
| 2022    | Каролін Бертоцці                              | США                       | За новаторство в галузі біоортогональної хімії та розуміння глікокаліксу і його ролі як у здоров'ї, так і у хворобах, що дозволило здійснювати біовізуалізацію, хемопротеоміку та доставку ліків in vivo Оригінальний текст (англ.) For pioneering biorthogonal chemistry and understanding glycocalyx, and its roles in both health and disease, thus allowing for bioimaging, chemoproteomics, and in-vivo drug delivery |
| 2022    | Бонні Басслер                                 | США                       | За роботу щодо з'ясування ролі хімічного зв'язку між бактеріями. Вона зробила важливі відкриття, що показують, як почуття кворуму використовується бактеріями як для створення вірулентності, так і для спілкування між видами Оригінальний текст (англ.) [For her work elucidating the role of chemical communication between bacteria. She has made important discoveries revealing how quorum sensing is used by bacteria both for virulence and for communicating across species] Помилка: {{Lang}}: не вказано код мови (допомога) |
| 2023    | Джеффрі Келлі                                 | США                       | За розробку клінічної стратегії з покращення патологічної агрегації білків Оригінальний текст (англ.) [For developing a clinical strategy to ameliorate pathological protein aggregation] Помилка: {{Lang}}: не вказано код мови (допомога) |
| 2023    | Хіроакі Суга                                  | Японія                    | За розробку РНК-каталізаторів, що зробили революцію у відкритті біоактивних пептидів Оригінальний текст (англ.) For developing RNA-based catalysts that revolutionized the discovery of bioactive peptides |
| 2023    | Чуань Хе                                      | США / КНР                 | За відкриття зворотного метилювання РНК та його ролі в регуляції експресії генів Оригінальний текст (англ.) For discovering reversible RNA methylation and its role in the regulation of gene expression |
| 2025    | Гельмут Шварц                                 | Німеччина                 | За кількісне оцінювання реакційноздатних частинок у газовій фазі для вирішення фундаментальних проблем каталізу Оригінальний текст (англ.) For quantifying reactive species in the gas phase to solve fundamental problems in catalysis |